# 科尔纳伊马尼亚
科尔纳伊马尼亚（義大利語：Corna Imagna），是意大利贝加莫省的一个市镇。总面积4平方公里，人口966人，人口密度241.5人/平方公里（2009年）。国家统计（ISTAT）代码为016082。